# Хуан Сюэчэнь
Хуан Сюэчэ́нь (кит. упр. 黄雪辰, пиньинь Huáng Xuěchén, род. 25 февраля 1990 года) — китайская спортсменка, выступавшая в синхронном плавании, 7-кратный призёр Олимпийских игр. Делит со Светланой Ромашиной рекорд в истории Олимпийских игр по общему количеству медалей.
Хуан Сюэчэнь родилась в 1990 году в Шанхае. С 1996 года начала заниматься синхронным плаванием. В 2005 году вошла в молодёжную национальную сборную, с 2006 года — в национальной сборной.
На Олимпийских играх 2008 года Хуан Сюэчэнь завоевала бронзовую медаль в составе команды. В 2009 году на чемпионате мира по водным видам спорта она стала обладательницей одной серебряной медали и двух бронзовых. В 2010 году она завоевала две золотые медали Азиатских игр, в 2011 — пять серебряных медалей чемпионата мира. На Олимпийских играх 2012 года она опять стала обладательницей бронзовой и серебряной медали — на этот раз в дуэте с Лю Оу.